# Michaela Mlejnková
Michaela Mlejnková (Jilemnice, 26 luglio 1996) è una pallavolista ceca, schiacciatrice del Bergamo 1991.

## Carriera

### Club
La carriera di Michaela Mlejnková inizia nella stagione 2010-11 nel Dukla Liberec, nell'Extraliga ceca: è nella stessa divisione anche nella stagione successiva quando viene ingaggiata dall'Olymp Praha, a cui resta legata per quattro annate.
Per il campionato 2015-16 si trasferisce in Germania, al MTV Stoccarda, in 1. Bundesliga, aggiudicandosi la Supercoppa tedesca 2016 e la Coppa di Germania 2016-17. Nella stagione 2018-19 passa al club polacco del Developres Rzeszów, in Liga Siatkówki Kobiet, per poi far ritorno nell'annata 2020-21 alla squadra di Stoccarda.
Per il campionato 2021-22 si accasa al Volero Le Cannet, nella Ligue A francese, conquistando la Coppa di Francia, in quello 2022-23 al Sigorta Shop, nella Sultanlar Ligi turca, e in quello 2023-24 all'Olympiakos, nella Volley League greca, con cui vince la Coppa di Grecia, venendo premiata anche come MVP.
Nella stagione 2024-25 firma per il Bergamo 1991, nella Serie A1 italiana.

### Nazionale
Dal 2012 al 2014 fa parte della nazionale ceca under 19, nel 2013 è in quella under 18 e under 21, mentre nel 2015 è convocata in quella under 20.
Nel 2013 ottiene le prime convocazioni nella nazionale maggiore; nel 2018 si aggiudica il bronzo all'European Golden League, dove è premiata come miglior schiacciatrice, e nel 2019 conquista l'oro all'European Golden League e l'argento alla Volleyball Challenger Cup 2019. Nel 2022 è nuovamente d'argento all'European Golden League, bissato anche nell'edizione 2024, anno in cui vince l'oro alla Volleyball Challenger Cup 2024.

## Palmarès
- Coppa di Germania: 1

2016-17
- Coppa di Francia: 1

2021-22
- Coppa di Grecia: 1

2023-24
- Supercoppa tedesca: 1

2016

### Nazionale (competizioni minori)
- European Golden League 2018
- European Golden League 2019
- Volleyball Challenger Cup 2019
- European Golden League 2022
- European Golden League 2024
- Volleyball Challenger Cup 2024

### Premi individuali
- 2018 - European Golden League: Miglior schiacciatrice
- 2024 - Coppa di Grecia: MVP